# Donghua Li
Dans ce nom chinois, le nom de famille, Li, précède le nom personnel.
Donghua Li, né le 10 décembre 1967 à Chengdu en Chine, est un gymnaste suisse. Il remporte le titre de champion du monde au cheval d'arçon en 1995 ainsi que celui de champion olympique au cheval d'arçons en 1996.

## Biographie
Il présente une exhibition lors du gala de fermeture du tournoi de gymnastique lors des Jeux olympiques de 2016 à Rio, 20 ans après son titre à Atlanta.

## Palmarès

### Jeux olympiques
- Atlanta 1996
  -  médaille d'or au cheval d'arçons

### Championnats du monde
- Brisbane 1994
  -  médaille de bronze au cheval d'arçons

- Sabae 1995
  -  médaille d'or au cheval d'arçons

- San Juan 1996
  -  médaille d'argent au cheval d'arçons

### Championnats d'Europe
- Copenhague 1996
  -  Champion d'Europe au cheval d'arçons